# Gouvernement al-Soudani
République d'Irak
al-Kazimi 
Le gouvernement al-Soudani est le gouvernement de la République d'Irak depuis le 27 octobre 2022. Il est dirigé par l'homme politique chiite Mohammed Chia al-Soudani, du parti islamique Dawa.

## Contexte
Lors des élections législatives irakiennes de 2021, des groupes militants pro-iraniens contestent les résultats. Bien que les élections se soient déroulées sans incidents, le taux de participation est bas, près de 60 % des inscrits s'étant abstenus.
Arrivé en tête, le Mouvement sadriste dirigé par Moqtada al-Sadr est le grand vainqueur des élections, et devrait être amené à former un gouvernement de coalition. Allié au Parti démocratique du Kurdistan de Massoud Barzani et au Parti du progrès de Mohammed al-Halboussi (en) ainsi qu'à la plupart des formations sunnites irakiennes, al-Sadr soutient la candidature d'Hoshyar Zebari à l'élection présidentielle de février 2022 afin de se voir confier la formation du nouveau gouvernement, dans le but affiché de rompre avec les formations liées au voisin chiite iranien,.

### Crise politique

#### Affrontements
En novembre 2021, en conséquence du résultat des élections législatives d'octobre, des affrontements surviennent à Bagdad. Les manifestants sont pour la plupart liés aux partis pro-iraniens, notamment Dawa. Les affrontements ont fait 125 blessés et deux morts. 21 manifestants ont été blessés par inhalation de fumée et neuf policiers ont été blessés par des jets de pierres.
Le 7 novembre, deux jours après, a lieu une tentative d'assassinat envers le Premier ministre Moustafa al-Kazimi, les forces armées informant que le Premier ministre avait survécu à une attaque d'un drone chargé d'explosifs vers sa résidence.
La tentative d'assassinat serait lié aux mouvements et forces ayant provoquées les manifestations et affrontements deux jours auparavant.

#### Premiers moments du Parlement
Le 18 novembre, Moqtada al-Sadr, ayant remporté les législatives avec le Mouvement sadriste, a déclaré qu'il souhaitait former un gouvernement majoritaire.
Le 9 janvier, le Conseil des représentants nouvellement élu s'est réuni pour la première fois dans la Zone verte pour élire le président et les deux-vice présidents. La première session est chaotique, au cours de laquelle le président par intérim Mahmoud al-Mashahadani est tombé malade et a été transporté à l'hôpital.
Cependant, après cet évènement, le législateur sunnite et actuel président du parlement Mohammed al-Halboussi (en) a été réélu pour un second mandat, avec Shakhawan Abdulla (PDK) et Hakim al-Zamili (Mouvement sadriste) à la vice-présidence. Les trois partis ont réussi à se faire élire à ces fonctions grâce aux candidats de chaque bloc en votant les uns pour les autres.

#### Impasse politique
La formation d'un gouvernement est subordonnée à l'élection d'un nouveau président de la République. La première réunion du Conseil des représentants le 7 février 2022 en vue du premier tour de l'élection présidentielle irakienne de 2022 est un échec. Seuls 58 députés sur 329 étant présents, le scrutin n'a pas lieu faute de quorum des deux tiers des membres, et le scrutin est reporté à une date indéterminée,,.
Les trois principaux partis issus des élections législatives d'octobre — le Mouvement sadriste, le Parti démocratique du Kurdistan et le Parti du progrès — décident en effet de boycotter la séance, en raison des désaccords en cours sur la désignation d'un nouveau Premier ministre, ainsi qu'en protestation de la suspension de la candidature d'Hoshyar Zebari,.
Le 13 juin, les 73 députés sadristes démissionnent du Parlement. Ils sont remplacés par les candidats arrivés deuxièmes dans leurs circonscription. 
Le 19 juillet 2022, lors d'une réunion au domicile de l'influent Houmam Hammoudi (en), Hadi al-Ameri et Nouri al-Maliki, jugés trop sectaires, sont écartés de la liste des candidats potentiels au poste de Premier ministre de la coalition chiite (ar). Cela a pour effet de provoquer un changement de paradigme au sein de la coalition, qui n'entend désormais plus favoriser le candidat le plus populaire (qui aurait été désigné à la majorité comme le préconisait al-Maliki) mais le plus consensuel (désigné à l'unanimité comme le préconise al-Abadi). Les cinq candidats restants après l'éviction d'al-Ameri et d'al-Maliki sont Ali al-Choukri (ar) (ministre du Plan de 2011 à 2014), Qassem al-Araji (en) (ministre de l'Intérieur de 2017 à 2018), Haïder al-Abadi (Premier ministre de 2014 à 2018), Abdel Hussein Abtane (en) (ministre des Sports de 2014 à 2018) et Mohammed Chia al-Soudani (ministre des Affaires sociales de 2014 à 2018), qui est finalement choisi à l'unanimité. La nouvelle est annoncée le 25 juillet, provoquant la colère des sadristes, qui jugent al-Soudani beaucoup trop proche d'al-Maliki. En signe de protestation, les sadristes envahissent le parlement irakien à deux reprises : une première fois le 27 juillet et une seconde le 30. La seconde invasion, qui débouche sur un sit-in, coïncide avec le début du mois de mouharram et les préparations du deuil de l'achoura observé par les chiites,,,. Le 2 août, Saleh Mohamed al-Iraqi, un proche de Moqtada al-Sadr, demande aux protestataires d'évacuer le parlement et de réorganiser le sit-in devant et autour de celui-ci « dans un délai maximum de 72 heures ». Face à l'impasse, Moqtada al-Sadr annonce son « retrait définitif » de la vie politique le 29 août, provoquant de nouvelles émeutes, qui dégénèrent cette-fois en affrontements avec les milices pro-iraniennes et les forces de sécurité (en) qui tentent de s'interposer. Les violences ne durent qu'un peu plus de 24 heures (avant que les partisans sadristes ne se retirent à la demande de leur chef) mais leur bilan humain est particulièrement lourd avec plusieurs dizaines de morts et plusieurs centaines de blessés,.  

## Historique

### Formation
Le 14 octobre 2022, Mohammed Chia al-Soudani est chargé par le président élu Abdel Latif Rachid de former un nouveau gouvernement. Le même jour, Moqtada al-Sadr, dirigeant du Mouvement sadriste, annonce ne pas souhaiter rejoindre le nouveau gouvernement.
Le 28 octobre, le Premier ministre désigné Mohammed Chia al-Soudani est officiellement nommé dans ses fonctions, obtenant la confiance du parlement. Néanmoins seulement 21 ministres sur 23 sont nommés, les portefeuilles de la Construction et de l'Environnement posant toujours des problèmes au sein de la coalition.
Au sein de la coalition, se trouve différentes alliances islamistes, la Coalition de l'État de droit, avec le Parti islamique Dawa, mais également l'Alliance Fatah, qui intègre le Parti de la vertu islamique, l'Alliance Azem et l'Alliance de la victoire, puis avec les partis du Parti démocratique du Kurdistan, l'Union patriotique du Kurdistan et le Mouvement Babylone.
La formation du gouvernement s'achève le 3 décembre 2022 avec les votes de confiance du parlement en faveur de Bangen Rekani (en) et Nizar Amedi (ar), qui deviennent respectivement ministres de la Construction et de l'Environnement. 

### Démissions
Le 14 novembre 2023, les ministres du Plan, de l'Industrie et de la Culture, tous issus du Parti du progrès, présentent leur démission pour protester contre la destitution du président du parlement (Mohammed al-Halboussi (en), également membre du Parti du progrès) par la cour suprême, qu'ils perçoivent comme « une violation flagrante de la Constitution ». Le 20 novembre 2023, le porte-parole du gouvernement, Bassem al-Awadi, annonce que le Premier ministre refusent ces démissions. 

## Composition
| Fonction                                                             | Titulaire | Titulaire                     | Parti                        |
| -------------------------------------------------------------------- | --------- | ----------------------------- | ---------------------------- |
| Premier ministre                                                     |           | Mohammed Chia al-Soudani      | Dawa                         |
| Vice-Premier ministre Ministre des Affaires étrangères               |           | Fouad Hussein                 | PDK                          |
| Vice-Premier ministre Ministre du Pétrole                            |           | Hayan Abdel-Ghani (ar)        | Coalition de l'État de droit |
| Vice-Premier ministre Ministre du Plan                               |           | Mohammed Ali Tamim (ar)       | TAK                          |
| Ministre de l'Intérieur                                              |           | Abdel Amir al-Chammari (ar)   | Indép.                       |
| Ministre des Finances                                                |           | Taif Sami Mohammed            | Indép.                       |
| Ministre de la Défense                                               |           | Thabet al-Abbassi (ar)        | Alliance Azem                |
| Ministre de l'Éducation                                              |           | Ibrahim Namis al-Jubouri (ar) | Alliance Azem                |
| Ministre de l'Enseignement supérieur et de la Recherche scientifique |           | Naïm al-Aboudi (ar)           | AAH                          |
| Ministre des Télécommunications                                      |           | Hiam al-Yassiri (ar)          | Mouvement Ataa (en)          |
| Ministre de la Construction et du Logement                           |           | Bangen Rekani (en)            | PDK                          |
| Ministre de l'Industrie et des minéraux                              |           | Khaled Battal (ar)            | TAK                          |
| Ministre de la Santé                                                 |           | Saleh al-Hasnaoui (en)        | Coalition de l'État de droit |
| Ministre de l'Environnement                                          |           | Nizar Amedi (ar)              | UPK                          |
| Ministre de la Jeunesse et des Sports                                |           | Ahmed al-Mubarqa (ar)         | Coalition de l'État de droit |
| Ministre du Travail et des Affaires sociales                         |           | Ahmed al-Assadi (en)          | Alliance Fatah               |
| Ministre de l'Électricité                                            |           | Ziad Fadel (ar)               | Parti de la vertu islamique  |
| Ministre des Ressources en eau                                       |           | Aoun Diab (ar)                | Indép.                       |
| Ministre des Transports                                              |           | Razzaq al-Saadawi (ar)        | Alliance Fatah               |
| Ministre de la Justice                                               |           | Khaled Chouani (ar)           | UPK                          |
| Ministre de la Culture                                               |           | Ahmed Fakak al-Badrani (ar)   | TAK                          |
| Ministre de l'Agriculture                                            |           | Abbas al-Alaoui (ar)          | Coalition de l'État de droit |
| Ministre du Commerce                                                 |           | Atheer Daoud Al-Ghurairy      | Alliance Azem                |
| Ministre de l'Intégration et du Déplacement                          |           | Evan Faeq Yakoub Jabro (ar)   | Mouvement Babylone           |